# George Frederick Bristow

George Frederick Bristow

George Frederick Bristow (* 19. Dezember 1825 in New York City; † 13. Dezember 1898 ebenda) war ein US-amerikanischer Komponist.
Bristow studierte Harmonielehre, Kontrapunkt und Orchestrierung u. a. bei Henry Christian Timm sowie Violine bei Ole Bull. 1843 wurde er Erster Violinist der New York Philharmonic Society. Ab 1851 war er Dirigent der New York Harmonic Society und wirkte zugleich als Organist und als Gesangslehrer an staatlichen Schulen.
Er komponierte zwei Opern, zwei Oratorien, zwei Kantaten, sechs Sinfonien, zwei Streichquartette, Klavierstücke und Lieder. Bekannt geblieben sind seine Oper Rip Van Winkle (1855) und seine dritte Sinfonie in fis-Moll (1858). Weitere Werke waren eine Niagara Symphony (1893), eine Kantate The Pioneer (1872) und The Great Republic (1880), eine Ode an die Vereinigten Staaten. Bristows Kompositionen sind, dem damaligen örtlichen Zeitgeschmack entsprechend, sehr stark an der Musik Felix Mendelssohn Bartholdys orientiert. Wie Anthony Philip Heinrich und William Henry Fry wollte er einen eigenständigen Stil der klassischen amerikanischen Musik begründen.